# Cisticola textrix
Cisticola textrix е вид птица от семейство Cisticolidae.

## Разпространение
Видът е разпространен в Ангола, Лесото, Мозамбик, Южна Африка, Свазиленд и Замбия.